# 프라 필리포 리피
프라 필리포 리피(Fra Filippo Lippi, 1406년？ ∼ 1469년 10월 8일)는 이탈리아의 화가이다. 피렌체에서 태어났다.

## 개요
마사초의 유일한 수제자라고 하는 그는 어린 시절에 양친을 잃고 피렌체의 카르미네회(會) 수도원에 맡겨져 수도 화가로서 활약하였다. 그는 프라 안젤리코와 달라서 종교화를 현실적으로 그린 최초의 화가인데, 당시 유행한 의상과 머리모양을 그림에 대담하게 채용하였다. 또 운동 묘사(특히 옷이 접힌 주름의 표현)와 섬세한 색채로 널리 알려졌다. 수녀 루크레치아 부티의 유괴사건은 그의 만년을 먹칠한 추문이었으나(1456년), 두 사람 사이에서 태어난 필리피노 리피(1457년∼1504년)도 뛰어난 색채화가였다. 또 발도비네티(1425년∼1499년)와 멜로초 다 포를리(1438년∼1494년) 등도 색채에 대한 예민한 감각과 유려한 선과 인간 감정의 정묘한 표현으로 알려진 화가들이다.

## 주요 작품

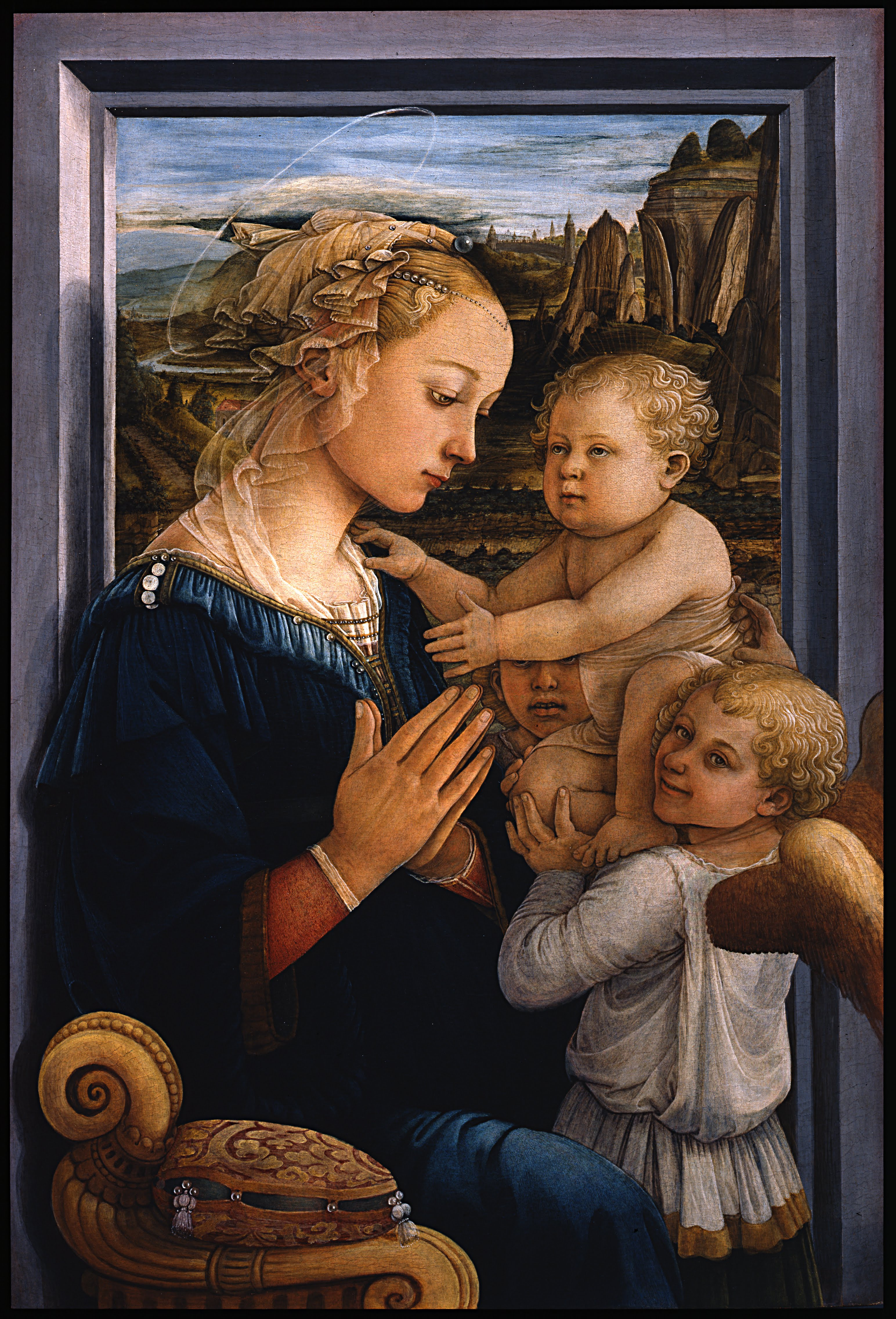
Madonna and Child
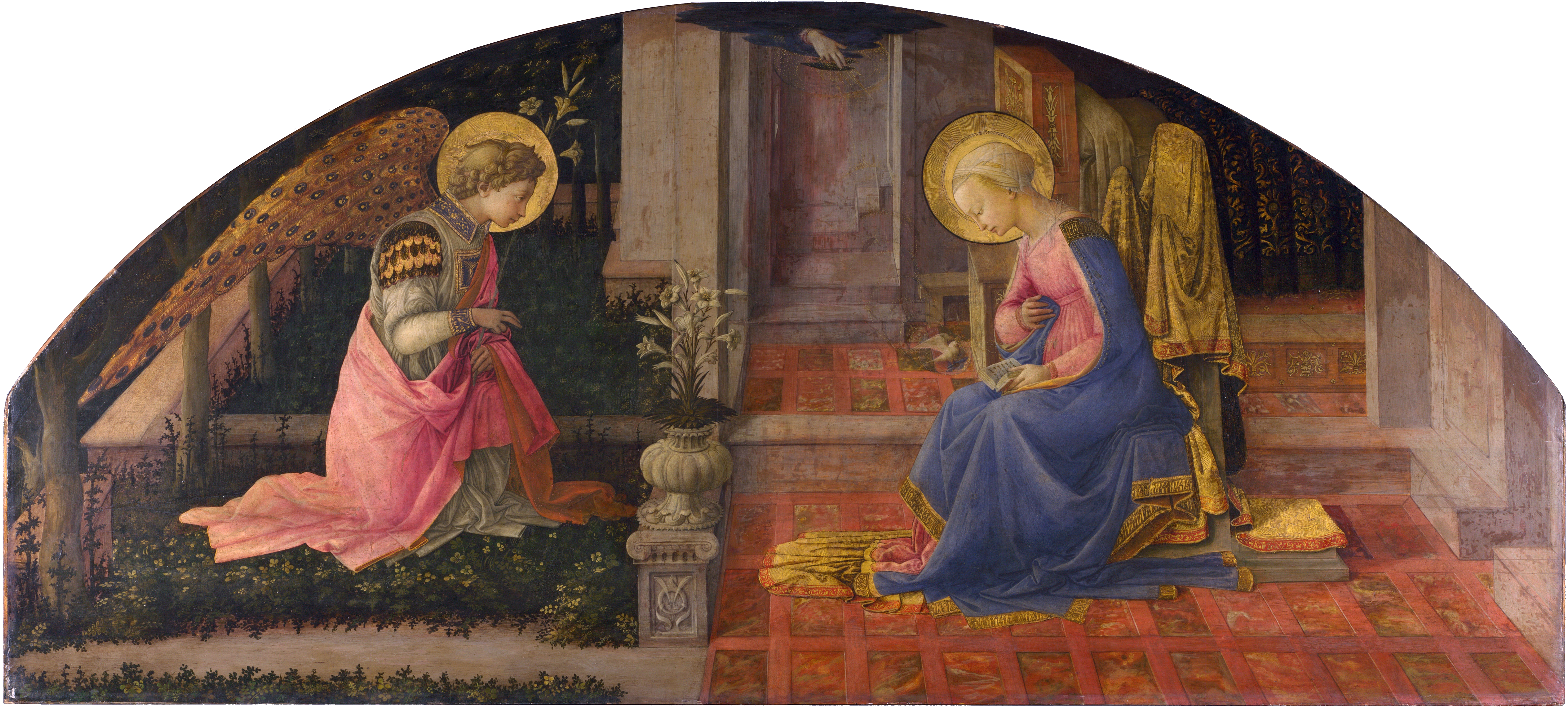
Annunciation
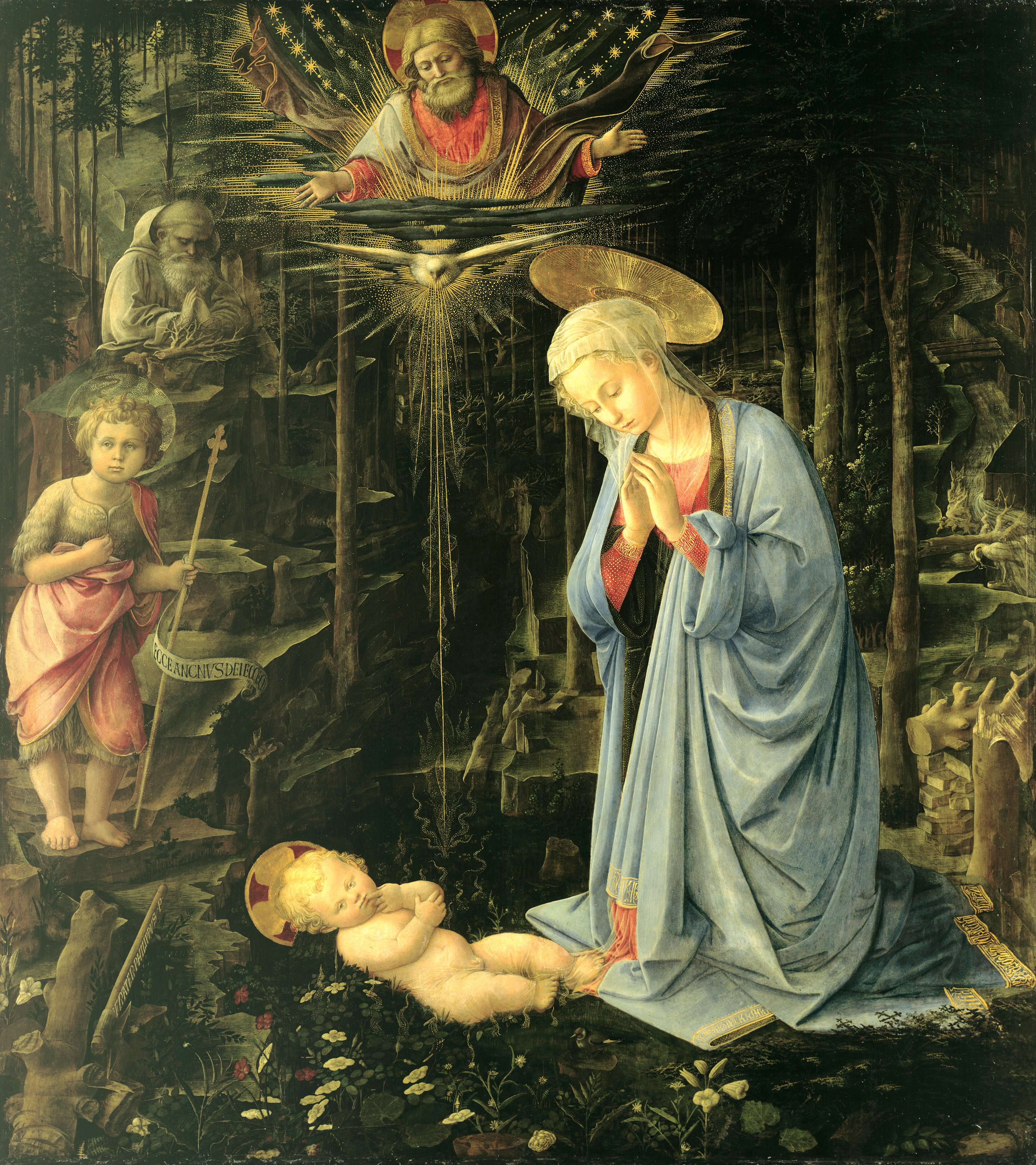
Adoration in the Forest